# Bangkok-összeesküvés
A Bangkok-összeesküvés (Dap Csuon-összeesküvésként is ismert) egy puccskísérlet volt Norodom Szihanuk kambodzsai miniszterelnök hatalmának megdöntésére 1959-ben. A felkelést állítólag jobboldali politikusok – Szam Szary korábbi kormányfőhelyettes, Sơn Ngọc Thành vietnámi születésű kambodzsai hadúr és Dap Csuon kormányzó – kezdeményezték. Az összeesküvők között volt állítólag Thaiföld és a Vietnámi Köztársaság kormánya, valamint a CIA.

## Felkelés délen
A puccsról nem sok adat áll rendelkezésre, azok többsége is Nordom Szihanuktól származik, így hitelességük kétséges. Közlése  szerint a puccsot a Thành irányítása alá tartozó dél-vietnami khmer harcosoknak (Khmer Szerai) kellett végrehajtaniuk, miközben Csuon kormányzó, Szihanuk korábbi megbízható munkatársa, felkelést szít az ország északkeleti részén. Állítólag február elején a kormányzót sziemreapi bázisán amerikai főtisztek – Harry Felt admirális, Lawton Collins tábornok és Edward Lansdale ezredes – keresték fel.
Szihanuk hírszerző szolgálata felderítette a készülő puccsot, és 1959. február 21-én katonákat küldtek Csuon elfogására. A kormányzó megszökött, de egy amerikai állampolgárt, állítólagos CIA-rádiókezelőt, Victor Matsuit sikerült elfogni. Csuon később kézre került, kihallgatták, de „sérüléseibe belehalt”. Szihanuk azt állította, hogy a kormányzót Lon Nol védelmi miniszter lövette agyon, hogy megelőzze saját szerepének kitudódását.
Szam Szary 1962-ben eltűnt, Thành viszont 1970-ben Lon Nol kormányának miniszterelnöke lett, majd Vietnamba emigrált. Szlat Peut, Csuon testvérét, Szihanuk delegáltját az Egyesült Nemzetek Szervezetében, Matsui barátját, árulás vádjával kivégezték.
A filmrendezőként is tevékenykedő Norodom Szihanuk Az árnyék Angkor felett című filmjében feldolgozta a puccsot. Állítása szerint az Egyesült Államok akarta destabilizálni rendszerét, amiért jó viszont ápolt a kommunista Kínával.

## Fordítás
- Ez a szócikk részben vagy egészben  a   Bangkok Plot című angol Wikipédia-szócikk fordításán alapul.  Az eredeti cikk szerkesztőit annak laptörténete sorolja fel. Ez a jelzés csupán a megfogalmazás eredetét és a szerzői jogokat jelzi, nem szolgál a cikkben szereplő információk forrásmegjelöléseként.